# 横浜銀行協会
一般社団法人横浜銀行協会（よこはまぎんこうきょうかい）は、神奈川県内に本・支店を置く銀行を社員とし、手形交換所の運営、防犯・消費者保護業務、地域経済活性化事業を行う団体、および同団体が所有する建築物である。

## 歴史
1881年（明治14年）、横浜に本・支店を置く銀行の親睦団体が発足。当初は年一回程度の活動であった。1885年には毎月会合を持つ「月曜会」となる。1894年4月には規約を持つ組織として「横浜銀行集会所」が設立され、弁天通4丁目78番に集会所を開設した。この建物が手狭になったため、本町6丁目84番に敷地を取得し、1905年4月に二代目横浜銀行集会所を着工。同年12月に竣工し、1906年1月18日に開所式を行った。この二代目集会所は遠藤於莵の設計による煉瓦造地上2階・地下1階の建物で、外壁は白い煉瓦タイルで仕上げられた。窓や庇にアーチを設けるなどオットー・ワーグナー派の影響が色濃くみられ、ヨーロッパの建築運動が日本に採り入れられた作品であった。1923年（大正12年）の関東大震災では倒壊は免れたものの被害は大きく、震災後に取り壊された。三代目集会所は太田町3丁目52番に1924年9月25日に完成したが、木造の応急的な建物だったようである。
恒久的な建物となる四代目集会所は本町通りと関内大通りが交わる、関内地区の主要交差点のひとつである本町3丁目交差点に面した位置に建設され、1936年（昭和11年）7月10日に落成式が行われた。第二次世界大戦後の1945年から1952年にかけては進駐軍の接収を受け、将校クラブとして使われた。接収解除後の1958年には、組織の名称を横浜銀行協会に改めている。

## 建築
四代目集会所（以下、本建築）の設計者には大熊喜邦と林豪蔵が名を連ねる。大熊は官庁や議事堂の建築で知られ、1931年から1933年まで建築学会の会長を務めた。実施設計は、大熊の娘婿にあたる林によるものと考えられる。施工は清水組で、同社は二代目集会所の建設と、本建築の1965年の増築工事にも携わっている。
本町通りに向いた南西側の正面（以下、便宜上正面を南側と呼ぶ）の、地下から3階に通る7本の柱形と、そのうち左側3本分に設けられた玄関ポーチ、その脇の六角形の窓が特徴的である。南面と西面は擬石ブロック張り、ほかはモルタル塗り洗い出し仕上げで、目地を彫り石造りを模している。3階のコーニスや隅部、正面の柱形の頂部、西面3階窓のペディメント、玄関ポーチの庇の側面など要所要所に、植物や壺、幾何学模様などクラシックな意匠のテラコッタが取り付けられている。
メートル法で設計され、幅約25m、奥行き約22mの正方形に近い平面を持つ。柱割は奥行き方向が正面の側から9.8m、5m、7m。間口方向は5スパンのうち両端が4.65m、中央の3スパンが各4.6mに配置されている。奥行方向の中央のスパンを廊下、奥のスパンの中央を主階段室、正面寄りの最も広いスパンを大食堂など主要な部屋に充てる間取りは遠藤於菟設計の二代目に類似している。しかし、二代目では中央にあった玄関が本建築では正面に向かって左から2番目のスパンに開かれ、玄関ポーチが設けられている点は大きく異なる。1階には玄関の西側に応接室とその待合室、東側に大談話室、中廊下を挟んで北側西に受付とクロークルーム、左側は事務室が配置されている。2階は南側半分が大食堂、北東に小食堂とその西側に小談話室。3階には南東側にビリヤード室、その西側に特別室、北東側に囲碁将棋室、その西側に図書室と控室が配置されている。特別室は小会議室として使われ、最も豪華な内装を持つ。地下には厨房、従業員室、理髪室、ボイラー室、変電室、控室と倉庫が置かれた。4階は手形交換所を設けるために1965年に増築された部分である。その際に塔屋を取り除き、屋内の扉を防火戸に換えた程度で、既存部分に大きな手は加えられていない。
内装は、部屋の用途によって床はトラバーチンか寄木張りフローリングかテラゾー、壁面はトラバーチンの腰壁に漆喰か壁紙張りかチーク材の合板、天井は木造格天井か漆喰が用いられる。全体にシンプルな意匠であるが、照明器具や建具にはアール・デコ様式が採り入れられ、玄関内扉のガラスや囲碁将棋室の戸棚の扉金具には青海波模様がみられる。
会議室には、昭和恐慌を救った高橋是清による「閑時自養神」「仁義為準縄」の書が掛かる。

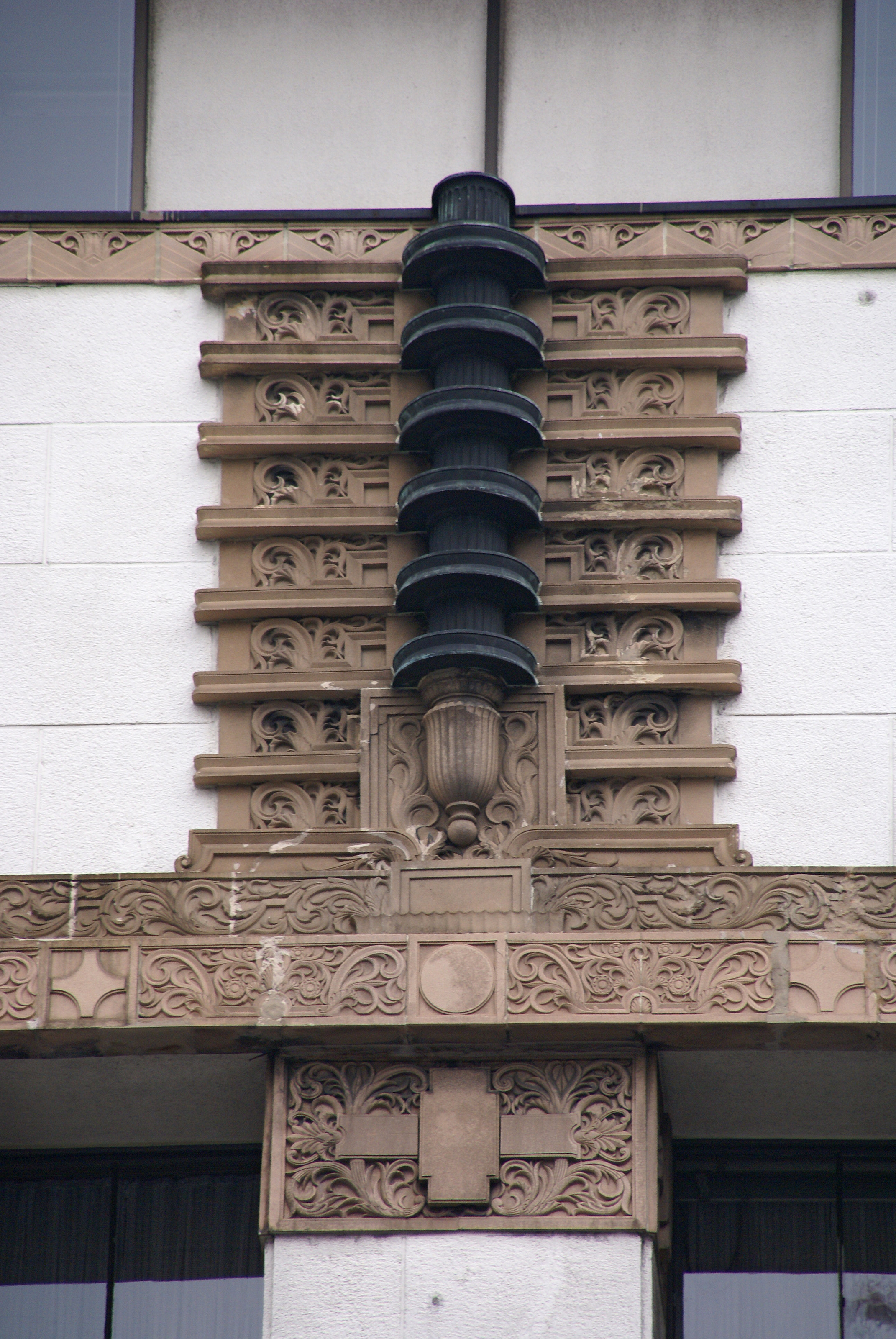
正面上部のテラコッタ。
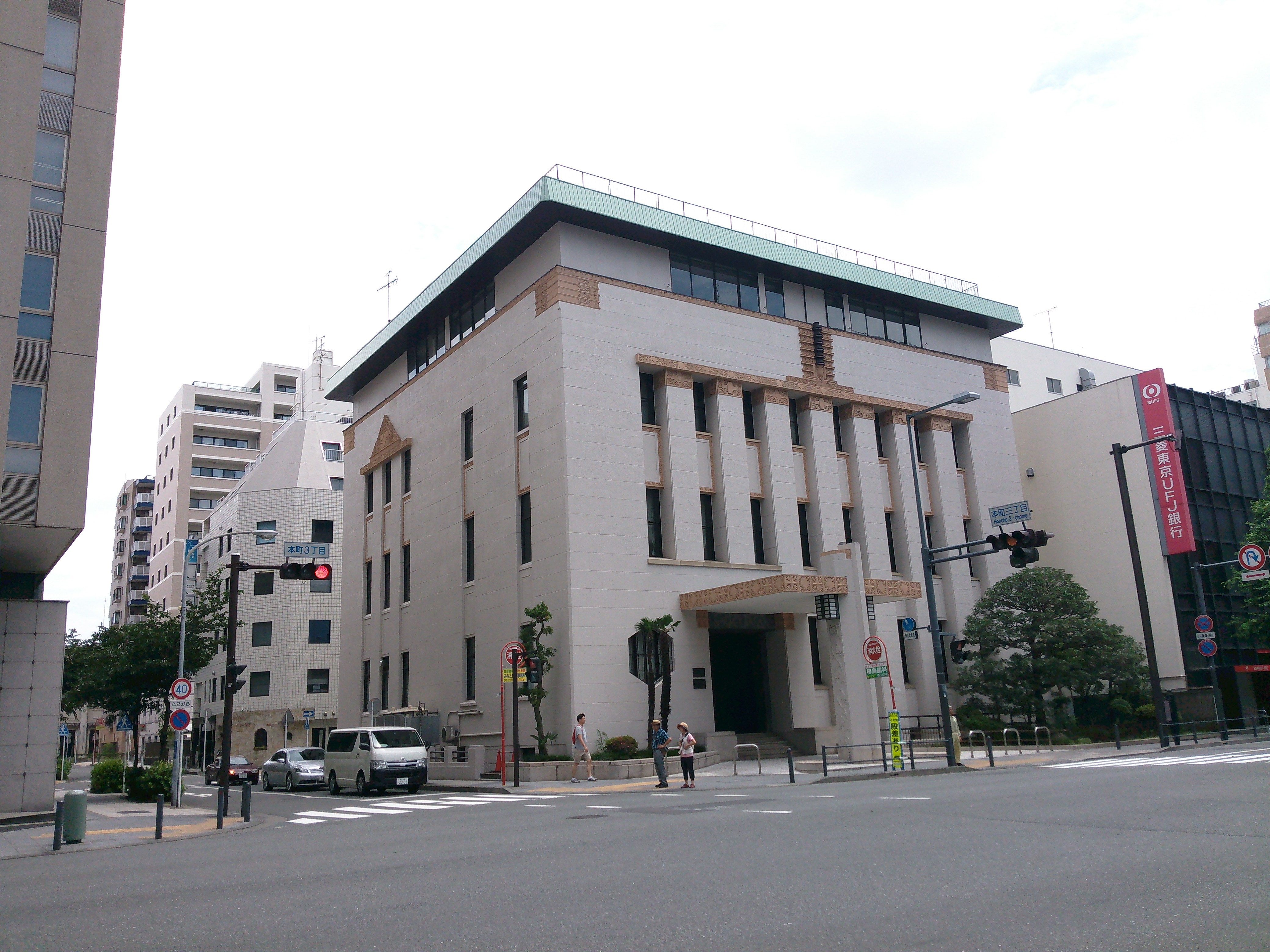
斜向かいより。西面上部の三角形のペディメントも特徴的である。東隣は三菱UFJ銀行横浜支店。

## 周辺
本町周辺は「ハマのウォール街」と呼ばれ、横浜の中心街の関内地区において銀行が集まる地区であった。今日でも周囲に三井住友銀行、みずほ銀行、三菱UFJ銀行の三大メガバンクが「横浜支店」を置くほか、大光銀行やきらぼし銀行等の県外の地方銀行も支店を有する。
近隣には旧富士銀行横浜支店や神奈川県立歴史博物館（旧横浜正金銀行）、三井住友銀行横浜支店など明治から昭和初期にかけての銀行建築が現存する。